# Barakaldo Club de Fútbol
El Barakaldo Club de Fútbol és un club de futbol de la ciutat de Barakaldo al País Basc.

## Història

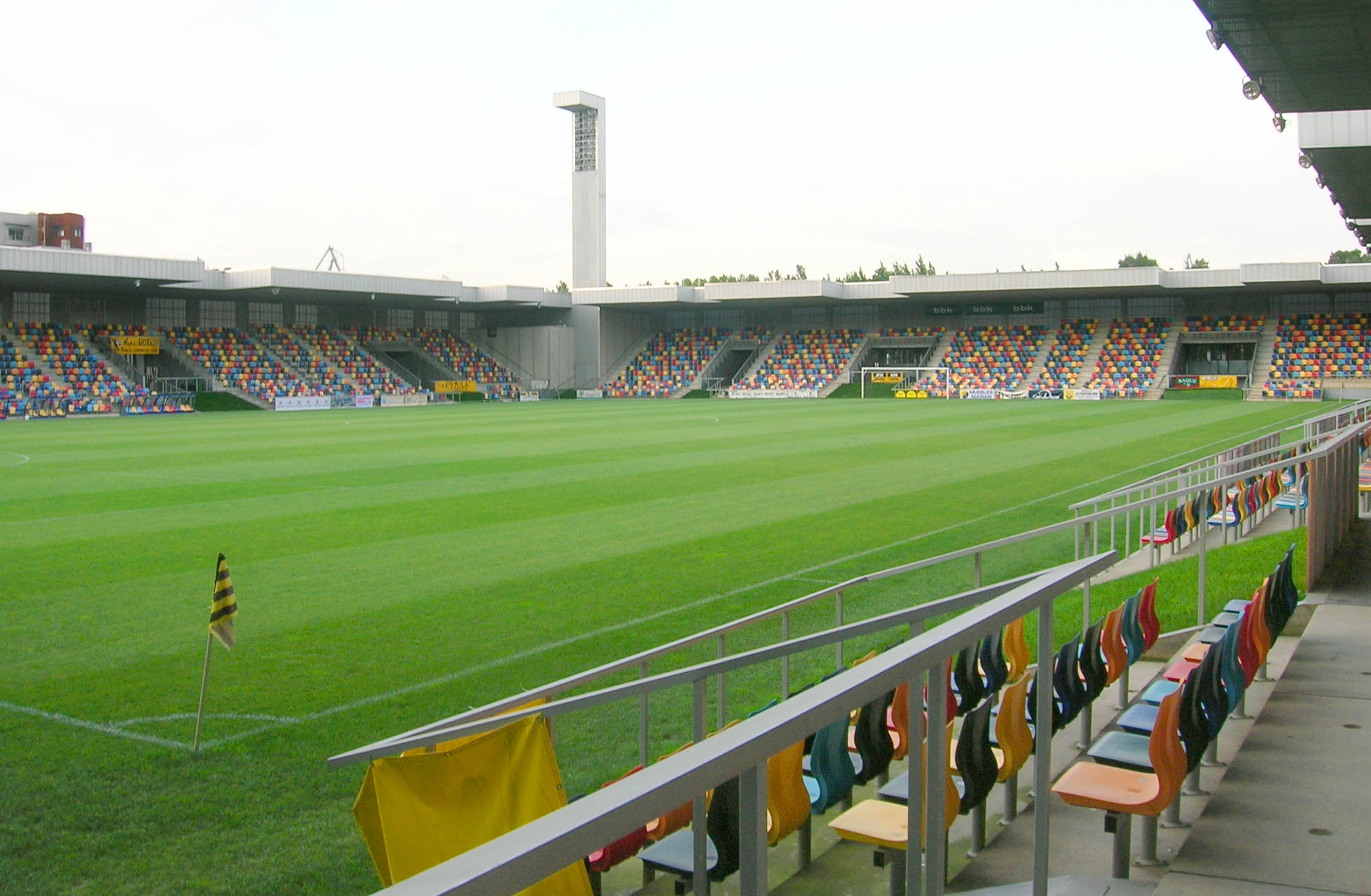
Nou camp de Lasesarre

El Barakaldo Club de Fútbol neix oficialment el 1917. Ha tingut diverses denominacions amb el pas del temps:
- Barakaldo Foot Ball Club (1917)
- CD Barakaldo Oriamendi (1938)
- Barakaldo Altos Hornos (1943)
- Barakaldo Club
- Barakaldo Club de Fútbol

Els seus colors són el daurat i negre, com els del CA Peñarol de Montevideo, el negre representa el fum de les fàbriques i el daurat la prosperitat d'aquestes. Des del 1922 fins al 2001 ha jugat al camp de Lasesarre. Des d'aquest anys juga el Nou Lasesarre.

## Trajectòria esportiva
- 1928-29: Segona divisió B.
- 1929-34: Tercera divisió.
- 1934-36: Segona divisió.
- 1936-38: Competicions aturades per la Guerra Civil.
- 1938-39: Lliga biscaïna.
- 1939-45: Segona divisió.
- 1945-46: Tercera divisió.
- 1945-57: Segona divisió.
- 1957-58: Tercera divisió.
- 1958-61: Segona divisió.
- 1961-64: Tercera divisió.
- 1964-66: Segona divisió.
- 1966-72: Tercera divisió.
- 1972-75: Segona divisió.
- 1975-77: Tercera divisió.
- 1977-79: Segona divisió.
- 1979-80: Segona divisió B.
- 1980-81: Segona divisió.
- 1981-84: Segona divisió B.
- 1984-88: Tercera divisió.
- 1988-¿?: Segona divisió B.

## Palmarès
- Campió de la Segona Divisió B: 3 (1980, 1998, 2002).
- Campió de la Tercera Divisió: 8 (1930,1931,1958,1963,1964,1972,1977, 1988)

## Futbolistes destacats
Nota: aquesta llista inclou jugadors que han jugat almenys 100 partits de lliga i/o han aconseguit l'estatus internacional.
- Serafín Aedo
- Pablito Barcos
- Bata
- Germán Beltrán
- Luis María Echeberría
- Javier Escalza
- Raúl García
- Guillermo Gorostiza
- Iosu Iglesias
- Venancio
- Manuel Sarabia
- Telmo Zarra

## Entrenadors destacats
- José María Amorrortu
- Carmelo Cedrún
- Iñigo Liceranzu
- Mané
- Eusebio Ríos